# بيتر إيجان
بيتر إيجان (بالإنجليزية: Peter Egan)‏ هو ممثل بريطاني، ولد في 28 سبتمبر 1946 بلندن في المملكة المتحدة.

## وصلات خارجية
- بيتر إيجان على موقع IMDb (الإنجليزية)
- بيتر إيجان على موقع ألو سيني (الفرنسية)
- بيتر إيجان على موقع ميوزك برينز (الإنجليزية)
- بيتر إيجان على موقع أول موفي (الإنجليزية)
- بيتر إيجان على موقع قاعدة بيانات الأفلام السويدية (السويدية)
- بيتر إيجان على موقع ديسكوغز (الإنجليزية)
- بيتر إيجان على موقع قاعدة بيانات الفيلم (الإنجليزية)
- بيتر إيجان على موقع كينوبويسك (الروسية)
- بيتر إيجان على موقع كينوبويسك (الروسية)